# Dendrotettix zimmermanni
Dendrotettix zimmermanni är en insektsart som först beskrevs av Henri Saussure 1861.  Dendrotettix zimmermanni ingår i släktet Dendrotettix och familjen gräshoppor. Inga underarter finns listade i Catalogue of Life.